# Politikåret 1806

## Händelser
- 11 februari - William Wyndham Grenville efterträder William Pitt som Storbritanniens premiärminister.[1]

### Fotnoter
1. ↑  ”United Kingdom” (på engelska). World Statesmen. http://www.worldstatesmen.org/United_Kingdom.html. Läst 30 juli 2015.